# Canton de Corte
Le canton de Corte est une division administrative française située dans le département de la Haute-Corse et la collectivité territoriale de Corse.

## Histoire
- De 1833 à 1848, les cantons de Calacuccia et Corte avaient le même conseiller général. Le nombre de conseillers généraux était limité à 30 par département[5].
- Le canton, qui ne comprend que la commune de Corte avant 2015, est modifié par le décret du 26 février 2014 qui entre en vigueur lors des élections départementales de mars 2015. Depuis cette date, il comprend, outre Corte, sept autres communes toutes issues du canton de Venaco[4].

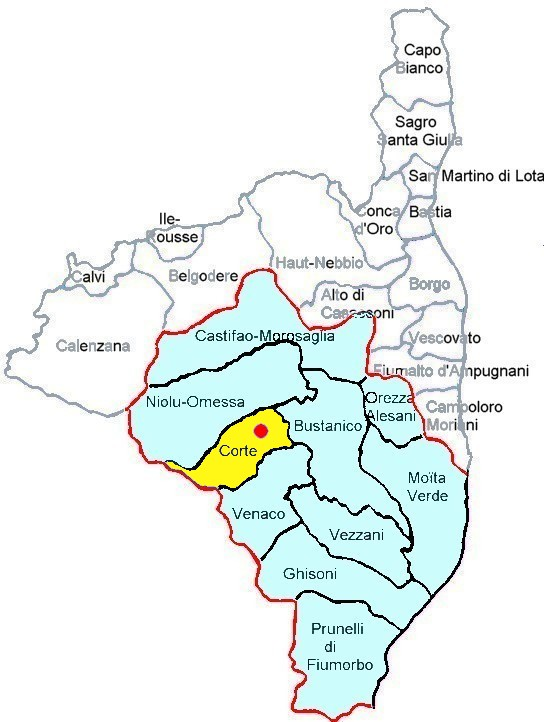
Localisation du canton de Corte avant 2015

## Géographie
Le canton comprend huit communes, dont celle de Corte, qui est le bureau centralisateur (chef-lieu). Il comprend également le pays de Vivario et l'ancienne piève de Venaco.

## Représentation

### Conseillers généraux de 1833 à 2015
| Période | Période           | Identité | Étiquette              | Qualité |
| ------- | ----------------- | --- | ---------------------- | --- |
| 1833    | 1842              | François-Louis de Gafforj dit Paglietta (1778-1870) (Angelo Gio Battista Francesco Luigi Gafforj Paglietta) |                        | Avocat et propriétaire à Corte Ancien Colonel de la Garde Nationale                                                      |
| 1842    | 1848              | Vincent Louis Adriani (1794-1872)                                                                           |                        | Propriétaire, rentier Maire de Corte (1822-1823, 1841-1848 et 1855)                                                      |
| 1848    | 1870 (décès)      | François-Louis de Gafforj dit Paglietta                                                                     |                        | Avocat et propriétaire à Corte Ancien Colonel de la Garde Nationale                                                      |
| 1870    | 1871              | Paul Tedeschi (1800-?)                                                                                      |                        | Receveur des Finances à Corte                                                                                            |
| 1871    | 1874              | Joseph Marie Arrighi de Casanova (1820-1881)                                                                |                        | Ancien Receveur de l'enregistrement et des domaines au Beausset (Var) propriétaire à Corte                               |
| 1874    | 1879 (décès)      | Charles-Xavier Louis Palazzi                                                                                | Bonapartiste           | Maire de Corte (1888-1892)                                                                                               |
| 1879    | 1880              | Antoine Guelfucci                                                                                           | Républicain            | Notaire à Corte |
| 1880    | 1886              | Ange Filippini (1834-1887)                                                                                  | Droite bonapartiste    | Avocat - Maire de Corte (1870-1871) puis préfet puis Sous-gouverneur de Cochinchine                                      |
| 1886    | 1892              | Barthélemy Mignucci (1834-1907)                                                                             | Républicain aréniste   | Maire de Corte (1882-1888), conseiller d'arrondissement                                                                  |
| 1892    | 1901              | Antoine Pieraggi                                                                                            | Droite républicaine    | Propriétaire - Maire de Corte (1900-1908), conseiller d'arrondissement                                                   |
| 1901    | 1907 (décès)      | Barthélemy Mignucci                                                                                         | Républicain aréniste   | Ancien maire de Corte |
| 1907    | 1922              | Antoine Lorenzi (1853-1953)                                                                                 | Républicain            | Entrepreneur de travaux publics à Corte, ancien Président du Conseil d'arrondissement                                    |
| 1922    | 1940              | Dominique de Nobili (1870-1957)                                                                             | RG Parti Piétri        | Médecin, maire de Corte, conseiller d'arrondissement Nommé membre de la Commission administrative départementale en 1941 |
|         |                   | |                        | |
| 1945    | 1961              | François Battesti                                                                                           | Soc.ind.-app.Rad.      | Médecin |
| 1961    | 1963 (annulation) | François Zuccarelli (1914-2006)                                                                             | Rad. puis Ind.         | Médecin cardiologue Député-suppléant de Marcel Sammarcelli (1958-1962)                                                   |
| 1963    | 1967              | Michel Pierucci                                                                                             | CD                     | Avocat Maire de Corte (1963-1967) et (1971-1983)                                                                         |
| 1967    | 1985              | Jean-Charles Colonna (1927-2014)                                                                            | UDR puis RPR           | Médecin Maire de Corte (1983-2001) Suppléant du député Pierre Pasquini (1978-1981)                                       |
| 1985    | 1992              | José Lapina                                                                                                 | DVD                    | Adjoint au maire de Corte, nommé Directeur d'hôpital à La Ciotat                                                         |
| 1992    | 2001 (démission)  | Antoine Sindali                                                                                             | DVD                    | Enseignant Maire de Corte (2001-2020) Conseiller territorial                                                             |
| 2001    | 2015              | Pierre-Joseph Ghionga                                                                                       | Groupe Démocrate - DVG | Médecin Membre du Conseil exécutif de Corse                                                                              |

- Résultats des élections cantonales

### Conseillers d'arrondissement (de 1833 à 1940)
| Période                                  | Période      | Identité              | Étiquette   | Qualité |
| ---------------------------------------- | ------------ | --------------------- | ----------- | --- |
| 1833                                     |              | M. Pulicani           |             | Conseiller municipal                                                                                        |
|                                          |              |                       |             | |
| 1852                                     | 1864         | Balthasar Arrighi     |             | Maire de Corte (1848-1855, 1855-1861)                                                                       |
| 1864                                     | 1870         | Paul-Antoine Santelli |             | Avocat à Corte, nommé Sous-Préfet de Remiremont (Vosges) en 1877                                            |
| 1870                                     | 1886 (décès) | Barthélemy Mignucci   |             | Propriétaire à Corte                                                                                        |
| 1886                                     | 1889         |                       |             | |
| 1889                                     | 1895         | Antoine Pieraggi      | Indépendant | Propriétaire à Corte                                                                                        |
| 1895                                     | 1901         | M. Lucciani           |             | |
| 1901                                     | 1907         | Antoine Lorenzi       | Républicain | Entrepreneur de travaux publics à Corte, Président du Conseil d'arrondissement                              |
| 1907                                     | 1922         | Dominique de Nobili   | Républicain | Médecin, maire de Corte                                                                                     |
|                                          |              |                       |             | |
| 1928                                     | 1940         | M. Faggianelli        | RG          | |
| 1940                                     |              |                       |             | Les conseils d'arrondissement ont été suspendus par la loi du 12 octobre 1940 et n'ont jamais été réactivés |
| Les données manquantes sont à compléter. |              |                       |             | |

### Conseillers départementaux à partir de 2015
| Période élective | Période élective | Mandat | Mandat | Identité                 | Nuance | Nuance | Qualité                                                                                           |
| ---------------- | ---------------- | ------ | ------ | ------------------------ | ------ | ------ | ------------------------------------------------------------------------------------------------- |
| 2015             | 2021             | 2015   | 2017   | Pierre Joseph Ghionga    |        | DVG    | Médecin, Président de l'Office de l'environnement de Corse                                        |
| 2015             | 2021             | 2015   | 2017   | Marie-Xavière Perfettini |        | DVG    | Chef d'entreprise, ancienne suppléante de Michel Mezzadri, conseiller général du canton de Venaco |

Lors des élections départementales de 2015, le binôme composé de Pierre Ghionga et Marie-Xavière Perfettini (DVG) est élu au 1er tour avec 67,03 % des suffrages exprimés, devant le binôme composé de Maria-Dumenica Cesari et Petr-Antone Tomasi (Divers) (22,62 %). Le taux de participation est de 50,34 % (2 846 votants sur 5 653 inscrits) contre 56,69 % au niveau départemental et 50,17 % au niveau national.

## Composition
Avant le redécoupage cantonal de 2014, le canton de Corte ne comprenait que la commune de Corte. Depuis il est composé de huit communes entières, le bureau centralisateur est fixé à Corte.
| Nom                           | Code Insee | Intercommunalité   | Superficie (km2) | Population (dernière pop. légale) | Densité (hab./km2) | Modifier                                    |
| ----------------------------- | ---------- | ------------------ | ---------------- | --------------------------------- | ------------------ | ------------------------------------------- |
| Corte (bureau centralisateur) | 2B096      | CC du Centre Corse | 149,27           | 7 737 (2022)                      | 52                 | modifier les données · modifier les données |
| Casanova                      | 2B074      | CC du Centre Corse | 9,89             | 375 (2022)                        | 38                 | modifier les données · modifier les données |
| Muracciole                    | 2B171      | CC du Centre Corse | 14,06            | 34 (2022)                         | 2,4                | modifier les données · modifier les données |
| Poggio-di-Venaco              | 2B238      | CC du Centre Corse | 13,28            | 210 (2022)                        | 16                 | modifier les données · modifier les données |
| Riventosa                     | 2B260      | CC du Centre Corse | 6,03             | 150 (2022)                        | 25                 | modifier les données · modifier les données |
| Santo-Pietro-di-Venaco        | 2B315      | CC du Centre Corse | 7,96             | 298 (2022)                        | 37                 | modifier les données · modifier les données |
| Venaco                        | 2B341      | CC du Centre Corse | 53,72            | 643 (2022)                        | 12                 | modifier les données · modifier les données |
| Vivario                       | 2B354      | CC du Centre Corse | 79,28            | 429 (2022)                        | 5,4                | modifier les données · modifier les données |
| Canton de Corte               | 2B11       |                    | 333,49           | 9 876 (2022)                      | 30                 | modifier les données                        |

## Démographie

### Démographie avant 2015
| 1962  | 1968  | 1975  | 1982  | 1990  | 1999  | 2006  | 2011  | 2012  |
| ----- | ----- | ----- | ----- | ----- | ----- | ----- | ----- | ----- |
| 5 066 | 4 948 | 5 230 | 5 177 | 5 693 | 6 329 | 6 735 | 7 098 | 7 280 |

### Démographie depuis 2015
En 2022, le canton comptait 9 876 habitants, en évolution de +2,83 % par rapport à 2016 (Haute-Corse : +5,15 %, France hors Mayotte : +2,11 %).
| 2013  | 2018  | 2022  |
| ----- | ----- | ----- |
| 9 586 | 9 689 | 9 876 |